# Василий (Павловский)
Епи́скоп Васи́лий (в миру Влади́мир Гаври́лович Павло́вский; 21 ноября 1880, Казань — 23 октября 1945, Мюнхен) — епископ Русской православной церкви, епископ Венский и Австрийский. Филолог, востовед. Автор работ по этнографии и филологии.

## Биография
Окончил Казанскую духовную семинарию и в 1904 году — Казанскую духовную академию со степенью кандидата богословия с правом преподавания в семинарии. Преподавал в духовных семинариях Сибири. Получил степень магистра богословия.
Директор учительской семинарии в Алексеевске. Профессор кафедры русского языка и литературы в Педагогическом институте им. Ушинского во Владивостоке и Дальневосточном университете, где преподавал до 1921 года.
Опубликовал работы об эпосе, этимологии русского языка и этимологии русского языка и методике преподавания и др.
Эмигрировал в Китай, примкнул к Русской Православной Церкви за границей.
Жил в Харбине. В 1925—1927 годы — профессор Института ориентальных и коммерческих наук в Харбине (ИОКН). Директор гимназии А. С. Пушкина и русской школы в Мукдене.
2 февраля 1930 году принял монашеский постриг с именем Василий.
С октября 1934 по октябрь 1938 года был деканом Богословского факультета Свято-Владимировского института в Харбине, затем после преобразования его в Богословский институт святого Владимира был там профессором богословия.
С 1935 года был также первым председателем Братства святого Апостола и Евангелиста Иоанна Богослова при богословском факультете и оставался им до принятия архиерейства.
Редактор-издатель однодневного журнала-сборника «Рождественский благовест» (Харбин: Тип. Казан — Богородиц, муж. монастыря, 1936 — 26 с Тираж 700 экз.).
В сане архимандрита был редактором духовно-нравственного журнала «Хлеб Небесный», издаваемого типографией Казанско-Богородицкой обители в Харбине. 7 мая 1938 года архимандрит Василий упоминается настоятелем данного монастыря. Вскоре после этого отбыл в Германию.
В августе 1938 года принял участие во II Всезарубежном Соборе в Сремских Карловцах как представитель Харбинского Свято-Владимирского института. На Соборе был избран викарным епископом Потсдамским, викарием Берлинской епархии с поручением ему организации православного богословского института в Германии. Однако ко времени хиротонии епископ Берлинский и Германский Серафим (Ляде) выразил пожелание, чтобы его викарий носил титул Венский, так как, во-первых, Вена в тот момент была вторым по значению городом Германского государства, а во-вторых, там, в отличие от Потсдама, проживало немало русских эмигрантов.
1 января 1939 года в русском храме в Белграде архимандрит Василий был рукоположен во епископа Венского, викария Германской епархии. Хиротонию совершили: Патриарх Сербский Гавриил, митрополит Кишинёвский Анастасий (Грибановский), архиепископы Феофан (Гаврилов), Гермоген (Максимов) и епископ Мукачевский и Пряшевский Владимир (Раич) (Сербская православная церковь).
В это же время он подает в немецкое Рейхсминистерство церковных дел разработанный им устав православного теологического факультета при Восточноевропейском институте в Бреслау (ныне Вроцлав, Польша). Однако руководство Вермахта не поддержало данный проект.
В конце 1943 года был участником Архиерейского Собора в Вене, осудившего избрание Патриархом Московским и всея Руси митрополита Сергия (Страгородского) как неканоническое.
В годы войны был направлен в Белград и включён в состав Архиерейского Синода Русской Зарубежной Церкви, заняв должность секретаря Синода.
14 июля 1945 года на прошедшем в Мюнхене первом после окончания войны заседании Архиерейского Синода РПЦЗ был решено образовать самостоятельную Австрийскую епархию. Её правящим архиереем с титулом «Венский и Австрийский» был назначен епископ Василий (Павловский)
Скончался 23 октября 1945 году в Мюнхене.